# Дубко, Виталий Фёдорович
Виталий Фёдорович Дубко (13 мая 1936 — 19 сентября 2023) — тренер по прыжкам на батуте. Вице-президент Федерации прыжков на батуте. Тренер Краснодарской краевой школы высшего спортивного мастерства.

## Биография
Окончил Краснодарский педагогический институт (1965). Возглавлял сборную команду России по прыжкам на батуте на Олимпийских Играх 2000 и 2004, когда российские спортсмены Александр Москаленко и Ирина Караваева стали первыми в истории олимпийскими чемпионами по прыжкам на батуте. В 2000 году Международная федерация прыжков на батуте признала Виталия Дубко лучшим тренером XX века.

## Награды и звания
- Орден Почёта — за большой вклад в развитие физической культуры и спорта, высокие спортивные достижения на Играх XXVII Олимпиады 2000 года в Сиднее[3]
- Медаль «За выдающийся вклад в развитие Кубани» I степени.
- Почётный гражданин Краснодара.
- Заслуженный работник физической культуры РФ — за заслуги в развитии физической культуры и спорта[4]
- Заслуженный тренер СССР (1980).
- Заслуженный тренер России.
- Почётный мастер спорта.
- Герой Кубани(2020)